# 保羅·格羅斯
保羅·格羅斯（英語：Paul Michael Gross，1959年4月30日—）是一位加拿大男演員、製作人、歌手、導演和編劇，出生在埃伯塔省卡爾加里。他曾在埃伯塔大學學習表演。